# Emma Meyer
Emma Eleonore Meyer (født 20. august 1859 i Flensborg, død 8. oktober 1921 på Frederiksberg) var en dansk maler.

## Uddannelse og virke
Emma Meyer var datter af appellationsretsråd, senere højesteretsassessor Fritz Meyer og Marie Frederikke Dalberg. Hun lærte tegning i Emilie Mundt og Marie Luplaus tegne- og maleskole for kvinder og var elev af Harald Foss og P.S. Krøyer. Hos Foss lærte hun landskabsmaleriet, mens hun hos Krøyer malede efter levende model.
Emma Meyer har især malet landskabsmotiver fra Silkeborgegnen samt blomsterbilleder og enkelte portrætter.
Hun modtog Kunstakademiets stipendium 1895-96 og Louise Ravn-Hansens stipendium 1916 (livsvarigt) og var på flere mindre rejser til udlandet. 1901 vandt hun Den Sødringske Opmuntringspræmie.

## Familie
Emma Meyer var niece til arkitekt, professor Arnold Krog og søster til malerinden Jenny Meyer, der arbejdede på  Den kgl. Porcelainsfabrik. Hun var ugift og er begravet på Solbjerg Parkkirkegård.

## Udstillinger
- Charlottenborg Forårsudstilling 1885-1908, 1911-19, 1921-22
- Kunstnernes Efterårsudstilling 1905, 1907
- Nordisk Udstilling 1888
- Kleis' Høstudstilling 1892
- Kvindernes Udstilling 1895
- Raadhusudstillingen 1901
- Landsudstillingen i Aarhus 1909
- Kvindelige Kunstneres retrospektive Udstilling 1920

## Værker
- Et åløb i en eng, stemning lige efter solnedgang (udst. 1885)
- Fra engen ved Tryggerød Hegn (udst. 1887)
- Vinter, Kaløvig (udst. 1889)
- Udsigt fra bakkerne ved Ørholm, gråvejr (udst. 1891)
- Egetræer i eftermiddagssol (udst. 1895)
- Interiør fra Den kgl. Porcelainsfabrik (58 x 80 cm., udst. 1895 som nr. 496, solgt 1. marts 2011 på Bruun Rasmussen Kunstauktioner som lot nr. 68)[1]
- Optrækkende byger, vestfynsk landskab (udst. 1900)
- Sollys i skoven (udst. 1904)
- Ved Julsø i blæsevejr (udst. 1905)
- Bassano, Norditalien (udst. 1905)
- Flodparti fra Bassano (1906, 37 x 56 cm (48 x 68 cm), solgt hos Lauritz.com 4. oktober 2011)[2]
- Lyngbakker i Himmelbjergegnen (udst. 1906)
- Sommerdag ved den gamle præstegård i Fjellerup ved Mejlgård på Djursland (1913, 78 x 98 cm., solgt 5. september 2002 på Bruun Rasmussen Kunstauktioner som lot nr. 1868)[3]
- Modent korn (udst. 1913)
- Levkøjer (udst. 1914)
- Kornmark i skokke (1917, Museum Sønderjylland)
- Sol over fjorden (udst. 1920)
- Ved vinduet (61 x 47 cm., solgt 24. maj 2005 på Bukowskis, Stockholm, som lot nr. 264C)[4]
- Portræt af Dagmar Heinemann (Teatermuseet i Hofteatret)
- Koldinghus' ruiner (radering, Den Kongelige Kobberstiksamling)
- 3 landskaber (raderinger, Den Kongelige Kobberstiksamling)
- Et landskab (1884, radering, Vejle Kunstmuseum)
- Landskab (1884, radering, Randers Kunstmuseum)

| - Værker af Emma Meyer - Trehøje ved Mols Bjerge, 1883 - Udsigt ved Allerød Sø, 1894 - Interiør fra Den kgl. Porcelainsfabrik, 1895 - Hornbæk Kirke, 1912 - Sommerdag ved den gamle præstegård i Fjellerup ved Mejlgård på Djursland, 1913 - Udsigt fra Frk. Foghs Have i Skjold, 1920 - Aftenlandskab med køer på marken. Ukendt dato - Syende kvinde ved et vindue med udsigt over Pile Allé, Ukendt dato |